# Cihuatlampa
Cihuatlampa („Miejsce Kobiet”) – kraina mityczna w mitologii Azteków.
Cihuatlampa było zachodnią częścią In Ichan Tonatiuh Ilhuicac, w której bóg Tonatiuh przebywał od świtu do zmroku w towarzystwie zmarłych ludzi.